# Красногвардійська сільська рада (Бузулуцький район)
Кра́сногварді́йська сільська рада (рос. Красногвардейский сельский совет) — сільське поселення у складі Бузулуцького району Оренбурзької області Росії.
Адміністративний центр — селище Красногвардієць.

## Населення
Населення — 4018 осіб (2019; 4288 в 2010, 4552 у 2002).

## Склад
До складу сільської ради входять:
| Населений пункт                   | Населення, осіб (2002) | Населення, осіб (2010) |
| --------------------------------- | ---------------------- | ---------------------- |
| Кіровський, селище                | 222                    | 230                    |
| Красногвардієць, селище           | 3857                   | 3608                   |
| Красногвардієць, станційне селище | 83                     | 96                     |
| Обухово, селище                   | 161                    | 142                    |
| Присамарський, селище             | 229                    | 212                    |